# カウロ・イユン・パチダル
カウロ・イユン・パチダル（中国語: 高潞·以用·巴魕剌、アミ語：Kawlo Iyun Pacidal、1977年4月9日 - ）は、中華民国（台湾）・台北市出身の立法委員、元キャスター。アミ族。原住民族テレビ局で司会者やキャスターに従事したことがある。女性歌手のイリッ・カオロは従姉。

## 略歴
原籍は花蓮県鳳林鎮山興部落で、1977年4月9日に台北市に生まれた。国立台北商業専科学校国際貿易科・世新大学新聞学系・世新大学法律学研究所碩士班・国立台北教育大学文教法律研究所碩士班卒業。
原住民族電視台記者及司会、守望部落協会理事長、台湾原住民族政策協会理事、小米穗原住民族文化基金会董事兼執行長を歴任する。
2014年に実施された花蓮県議員選挙では、23.63%の得票率しか得られず、27.82%を得た中国国民党の楊徳金に惜敗した。
2015年11月20日、第九回中華民国立法委員選挙に時代力量で出馬することを表明する。2016年2月1日に中華民国第九回立法委員に就任。